# 마티아스 카스
마티아스 카스(프랑스어: Matthias Casse, 1997년 2월 19일~)는 벨기에의 유도 선수이다. 2020년 하계 올림픽 남자 하프미들급에서 동메달을 획득했으며 세계 유도 선수권 대회에서 금메달 1개, 은메달 3개를 획득했다.

## 경력
1997년 안트베르펜주 모르철에서 태어났다.
2017년 10월 크로아티아 자그레브에서 열린 2017년 세계 주니어 선수권 대회에서 러시아의 투르팔 텝카예프를 꺾고 우승했다. 이 대회에서 거둔 성과로 1986년 대회에서 우승한 요한 라츠 이후 벨기에 남자 선수 첫 세계 주니어 선수권 대회 우승자가 되었다.